# Алентіске
Алентіске (ісп. Alentisque) — муніципалітет в Іспанії, входить у провінцію Сорія у складі автономного співтовариства Кастилія-і-Леон. Муніципалітет розташований у складі района (комарки) Альмасан. Площа 34,97 км². Населення 38 осіб (на 2006 рік).